# Push the Button
Albums de The Chemical Brothers
Come With Us
(2001) We Are the Night
(2007)
Push the Button est le cinquième album studio du duo de musique électronique anglais The Chemical Brothers, sorti le 25 janvier 2005. Il remporte le Grammy Award du meilleur album électronique / de danse en janvier 2006. 

## Singles
Le premier single de l'album, Galvanize, sort en novembre 2004 et culmine à la troisième place du UK Singles Chart . Le deuxième single, Believe, sort en mai 2005 et culmine à la 18e place. Le troisième single, The Boxer, sort début juillet 2005 et culmine à la 41e place. 

## Liste des pistes
| No  | Titre              | Auteur                   | Chant               | Durée |
| --- | ------------------ | ------------------------ | ------------------- | ----- |
| 1.  | Galvanize          | Kamal Fareed             | Q-Tip               | 6:33  |
| 2.  | The Boxer          | Burgess                  | Tim Burgess         | 4:08  |
| 3.  | Believe            | Tom Rowlands & Ed Simons | Kele Okereke        | 7:01  |
| 4.  | Hold Tight London  | Williams                 | Anna-Lynne Williams | 6:00  |
| 5.  | Come Inside        | Tom Rowlands & Ed Simons |                     | 4:46  |
| 6.  | The Big Jump       | Tom Rowlands & Ed Simons |                     | 4:43  |
| 7.  | Left Right         | Anwar                    | Anwar Superstar     | 4:14  |
| 8.  | Close Your Eyes    | Romeo Stodart            | The Magic Numbers   | 6:13  |
| 9.  | Shake Break Bounce | Tom Rowlands & Ed Simons |                     | 3:44  |
| 10. | Marvo Ging         | Tom Rowlands & Ed Simons |                     | 5:28  |
| 11. | Surface To Air     | Tom Rowlands & Ed Simons |                     | 7:25  |